# Novo Selo (Požega)
Novo Selo je naselje u Republici Hrvatskoj u Požeško-slavonskoj županiji, u sastavu grada Požege.

## Zemljopis
Novo Selo se nalazi zapadno od Požege, na južnim padinama Požeške gore, susjedna naselja su Drškovci na istoku te Završje na zapadu.

## Stanovništvo
Prema popisu stanovništva iz 2011. godine Novo Selo je imalo 432 stanovnika.
| broj stanovnika | 160   | 195   | 161   | 183   | 218   | 233   | 221   | 245   | 237   | 231   | 261   | 286   | 393   | 439   | 414   | 432   | 370   |
|                 | 1857. | 1869. | 1880. | 1890. | 1900. | 1910. | 1921. | 1931. | 1948. | 1953. | 1961. | 1971. | 1981. | 1991. | 2001. | 2011. | 2021. |